# Clausula rebus sic stantibus
A clausula rebus sic stantibus (latin, a kifejezés jelentése: „a dolgok jelenlegi állására vonatkozó záradék”) a szerződések jogában a körülmények alapvető megváltozására utal. Egy ilyen változás esetén egy egyezmény vagy szerződés egyik tagja kivonhatja magát alóla.

## A nemzetközi jogban

### 1969. évi Bécsi egyezmény a szerződések jogáról
Ezt a doktrínát a nemzetközi jogászok részéről sok kritika érte, mert kilépési lehetőséget biztosít a szerződéses kötelezettségek alól. A jelenlegi gyakorlat a hatókörének behatárolása felé mutat. A „körülmények alapvető megváltozása” a bécsi egyezmény 62. cikke szerint akkor állapítható meg, ha
A szerződés megkötésének idejében fennállott körülményeknek a részes felek által előre nem látott alapvető megváltozására, mint a szerződés megszűnésének vagy az abból való kilépésnek az okára nem lehet hivatkozni, kivéve, ha:
- szerződés megkötésének idejében fennállott körülményeknek a részes felek által előre nem látott alapvető megváltozásáról van szó;
- ezeknek a körülményeknek a fennállása lényeges alapul szolgált ahhoz, hogy a részes felek a szerződést magukra nézve kötelező hatályúnak ismerjék el;
- a változás hatására gyökeresen átalakul a szerződés alapján még teljesítendő kötelezettségek mértéke.[1][2]

A Bécsi Egyezmény különbséget tesz a teljesítés utólagos lehetetlenülése és a körülmények alapvető megváltozása között. Előbbi akkor lehet kilépési indok az egyezmény 61. cikke alapján, ha „a lehetetlenülés a szerződés végrehajtásához elengedhetetlenül szükséges tárgy tartós eltűnése vagy megsemmisülése folytán következett be.”
A magyar jogrendszerbe az 1969. évi bécsi egyezményt a szerződések jogáról az 1987. évi 12. törvényerejű rendelet emelte be.

## A magyar jogban

### 1987. évi 12. törvényerejű rendelet
Az 1987. évi 12. tvr. emelte be a magyar jogrendszerbe az 1969. évi bécsi egyezményt a szerződések jogáról, így annak 62. cikke a magyar jogrendszernek is része, azaz nemzetközi szerződés esetén a clausula rebus sic stantibus elvét a bécsi egyezmény szerint kell értelmezni.

### Polgári Törvénykönyv
A clausula rebus sic stantibus elvét a Polgári Törvénykönyv hatodik könyvének 192. §-a tartalmazza:
```
6:192. § [Bírósági szerződésmódosítás]
(1) Bármelyik fél a szerződés bírósági módosítását kérheti, ha a felek közötti tartós jogviszonyban a szerződés megkötését
    követően előállott körülmény következtében a szerződés változatlan feltételek melletti teljesítése lényeges jogi érdekét sértené, és
 a) a körülmények megváltozásának lehetősége a szerződés megkötésének időpontjában nem volt előrelátható;
 b) a körülmények megváltozását nem ő idézte elő; és
 c) a körülmények változása nem tartozik rendes üzleti kockázata körébe.

```

## Külső hivatkozások
- Nemzeti Jogszabálytár